# 伊藤友玄
伊藤 友玄（いとう ともはる、文禄3年（1594年） - 明暦元年4月25日（1655年5月30日））は、江戸時代初期の武士。通称は玄蕃（げんば）。常陸水戸藩の家臣。
(3男・伊藤 友次（いとう ともつぐ）、5男・伊藤 友親（いとう ともちか）についても本項に記載した。）

## 生涯
慶長8年（1603年）8月、徳川家康の11男徳川頼房が伏見城にて誕生した際に、家康に近習の一人として選ばれ、10歳で伏見城に上がり頼房に仕える。伏見衆とよばれる水戸徳川家最古参の家臣のひとりである。
友玄は、200石で小姓となり、小姓頭→書院番頭→大番頭を経て、寛永3年（1626年）に老中、寛永14年（1637年）に水戸藩で最初の大老となって2,100石（与力同心を合わせて3,000石）を知行した。寛永17年（1640年）には、徳川光圀の三人の傳（ふ、補導役）の一人となった。
承応元年（1652年）11月21日、友玄の江戸小石川の屋敷にて、松平頼常（光圀の子、光圀の兄松平頼重（高松藩初代藩主）の養子となり、高松藩第2代藩主）が誕生した（後述）。
明暦元年（1655年）4月25日、62歳で死去。家督は、外祖父の養子となっていた3男・三木之昌が伊藤家に戻り、伊藤玄蕃友次と名を改めて相続した（後述）。

## 系譜
- 祖父は、友祐。玄蕃と号した。子孫である伊藤家に残る『伊藤系図』では、武田信玄に仕え、武田勝頼の最期となった天目山の戦い（天正10年（1582年）3月）で討死にした。水戸藩の編年史書『水戸紀年』（石川清秋著）は、これを踏まえて、友玄は甲陽軍鑑に登場する伊藤玄蕃の子孫ではないかと推測している。

- 父は、清重。永禄5年（1562年）生れ。父の討死の際、越前に至り、後に越前松平家の祖である結城秀康に仕えた。『水府系纂』には「清重ト云、越前ニ住シ秀康卿に仕フ」とある。寛永13年(1636年)1月25日死去、75歳、法名：唯宗。

- 母の名は、不詳。永禄12年（1569年）生れ。慶長13年(1608年)9月10日死去、40歳、法名：祐齋道明。

- 妻は、志保（しほ、性善院）[4]。三木之次と頼房の乳母・武佐の娘。慶長4年（1599年）生れ[5]。

- 子は、5男7女あり。長男は三木之次の養嗣子となった三木高之。次男は友貞（継嗣と目されていたが家督相続前に死去）。3男は友次（初め三木之次の養子で三木之昌、家督を相続し改名）、4男は甚十郎（早世）。5男は友親（別家を立てる）。6女は林羅山の4男林読耕斎に嫁した。

- 兄は、祐了。文禄2年（1593年）生れ。越前徳勝寺[6]の住持。寛文2年(1662年)11月24日死去、70歳。

- 弟の友近も水戸藩に仕えた。『水府系纂』には「玄蕃ノ弟ナルヲ以テ慶長年中二百石ヲ賜フ」とある。慶長6年(1601年)生れ。友近の次男・友清（庄次郎）は、松平頼重に仕えた。『高松藩士由緒録』（高松市歴史資料館所蔵）には、その子孫として「伊藤文之進」が載っている。

## 松平頼常誕生との関わり
承応元年（1652年）、水戸藩の継嗣であった25歳の光圀は側近くに仕えていた侍女弥智（親量院）と関係を持ち、弥智は光圀の子を懐妊した。しかし、兄の子を跡継ぎとするため男子を望まなかった光圀は、これを堕胎するよう伊藤友玄に命じた。史料により若干の違いはあるが、友玄は光圀の兄・松平頼重に相談し、頼重が生まれた子を引き取ることになり、伊藤友玄の江戸小石川の屋敷で秘密裏に男子が誕生し、生まれた男子は高松に送られ成長した。
瀬谷義彦は『新装水戸の光圀』で、「こうして見ると、三木家が光圀の出生を実現させ、その隣家であり、しかも三木之次の娘を妻とした伊藤玄蕃が、光圀の子の頼常の誕生を助けたというのは、いかにも不思議な因縁話のような気がするが、これは、高松の方に伝わる話でも大筋において変わりがないので、事実とみてさしつかえあるまい。」としている。

## 友玄の後継者たち

### 友玄の継嗣問題
明暦元年(1655年)、友玄が死去すると、3男(友次、当時は三木之昌、22歳)と5男(友親、18歳)といずれを継嗣とするか、藩内で問題となった。『水府系纂』の友親の項には、藩主・頼房と世子・光圀の間で考えに違いがあったことが書かれている。その要旨は、「友親に継がせたい」という友玄の遺命を光圀が支持し、頼房にその実現を願ったものの、頼房は、「兄である之昌(友次)とすべきだ」という考えを変えなかった、ということである。結果は、年若い友親が自ら身を引き、之昌が相続した。
『桃蹊雑話』にもこの話が載っている。これによると、光圀は、友玄の継嗣が定まらないのを憂いて、家臣を介して友玄の意向を聞いた。友玄は、「（家に残っている）友親としたい。」と答え、光圀もそれを支持した。しばらくして、友玄が死去したが、頼房は、「之昌は兄であり、之昌を嗣とすべきだ」と言い、光圀が友玄の遺命があると言っても聞かない。結論が出ないまま数か月が過ぎた。この状況を伝え聞いた友親は、「公（頼房）と世子（光圀）の意見が違うということであるが、我が家の継嗣問題などは小事である。しかし、これによって世子が公から不興を被ることになったら、お家の一大事である。之昌は外祖父の養子となっていても我が兄である。私如きは、他日奉公ができ、その勤労を以って小禄を受けられれば結構である。」と誠心頼み込んだ。程なくして、之昌を嗣とすることが決まった、ということである。
以下は、『水府系纂』等に基づく友次、友親およびその子・孫の略歴。小姓→小姓頭→書院番頭→大番頭を経て、老中等となっており、友玄が獲得した家格を継承している。また、石高は、代によって多少の増減はあるが、友次の子孫（玄蕃を襲名）が1,100石、友親の子孫が1,000石であり、結果としては、友玄の石高2,100石を友次の家と友親の家とが分割相続した形となった。

### 伊藤友次
寛永11年（1634年）生れ。「父友玄四十二歳ノ年友次二歳」（四十二の二つ子）に当たるため三木之次の養子となっていた。友玄死去の時、既に「三木之昌」として出仕していたが、頼房の命により伊藤家に戻った。頼房の第15女（那阿、松寿院、1649年-1709年）を妻とし、子は4男（友嵩、友益、2人は早世）　1女。書院番頭、大番頭等を経て、大老、家老となる。元禄3年（1690年）10月に家督を友嵩に譲っているが、その理由として、「水府系纂」には、「老衰ニ不及（およばざる）トイヘドモ頭髪脱落スルヲ以テ」とある。元禄7年（1694年）、61歳で死去。

#### 伊藤友嵩
寛文5年（1665年）生れ。父同様に書院番頭、大番頭等を経て、宝永4年(1707年)に老中となった。正徳元年(1711年)に従5位下に叙され、「玄蕃頭」と称した（水戸における3代目の「玄蕃」）。享保6年(1721年)、57歳で死去。友嵩に男子がなかったので、末弟の友益が養子となり、家督を継いだ（同４代目の「玄蕃」）。「事実文編」巻27に安積覚（安積澹泊）の撰文による「故従五位下玄蕃頭伊藤君碑銘」が載っている。

#### 伊藤友益
延宝8年（1680年）生れ。元禄7年（1694年）、小姓として出仕。享保6年(1721年)に家督を相続すると、以後、書院番頭、大番頭等を経て、老中、大老となる。元文元年(1736年)、病のため隠居、寛保2年(1742年)、63歳で死去。1男（友郷）あったが、享保15年(1730年)、29歳で死去。このため、家督は、友近（友玄の弟）の玄孫（孫の孫）・友之が継いだ。

##### 伊藤友之
友益の養子となった後、享保19年（1734年）に小姓、元文2年(173７年)に小姓頭となったが、元文3年(1738年)、27歳で死去。2男（友攝、友満）あり、家督は、友攝が継いだ。

### 伊藤友親
寛永15年(1638年)生れ。友玄死去の時、伊藤家に残っていた唯一の男子であった。家督は兄・友次が継ぐことになったが、光圀が藩主となると、寛文2年(1662年)小姓に召し抱えられた。明敏忠直と評され、以後も栄進し、大老となる。元禄14年(1701年)、隠居し、「兼山」と号した。正徳4年(1714年)、77歳で死去。家督は、嫡男・友輔が継いだ。「事実文編」巻31に安積覚の撰文による「故執政兼山行状」が載っている。

#### 伊藤友輔
寛文7年（1667年）生れ。貞享2年(1685年)に小姓、元禄7年(1694年)に小姓頭となった。元禄14年(1701年)、家督を継ぎ、書院番頭となる。宝永2年(1705年)、大番頭。享保4年(1719年)、53歳で死去。家督は、嫡男・友賢が継いだ。

##### 伊藤友賢
宝永7年（1710年）生れ。享保10年(1725年)に小姓、享保17年(1732年)に小姓頭となった。その後、書院番頭等を経て、寛延3年(1750年)、大番頭。宝暦4年（1754年）、45歳で死去。友之の次男・友満が継いだ。